# Haplinis fulvolineata
Haplinis fulvolineata là một loài nhện trong họ Linyphiidae.
Loài này thuộc chi Haplinis. Haplinis fulvolineata được A. David Blest & Cor J. Vink miêu tả năm 2002.